# ایان آلینسون
ایان آلینسون (انگلیسی: Ian Allinson؛ زادهٔ ۱ اکتبر ۱۹۵۷) بازیکن فوتبال اهل بریتانیا است.
از باشگاه‌هایی که در آن بازی کرده‌است می‌توان به باشگاه فوتبال لوتون تاون، باشگاه فوتبال کولچستر یونایتد، باشگاه فوتبال آرسنال، باشگاه فوتبال استوک سیتی، و باشگاه فوتبال کولچستر یونایتد اشاره کرد.